# Katarzyna Dołgorukowa (1712–1747)

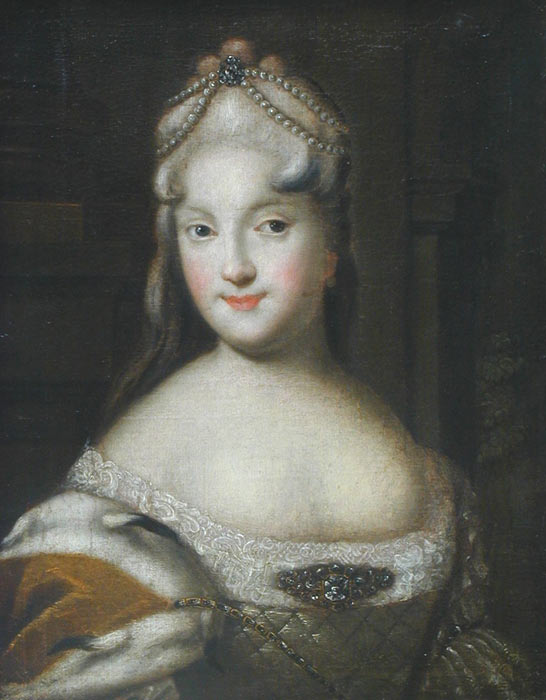
Portret Katarzyny Dołgorukowej w wieku 17 lat

Katarzyna Aleksjejewna Dołgorukowa (ros. Екатерина Алексеевна Долгорукова) (1712–1747) – córka księcia Aleksieja Grigoriewicza Dołgorukowa, narzeczona cesarza Rosji Piotra II w latach 1729-1730.

## Życiorys
Katarzyna urodziła się podobnie jak brat Iwan Aleksiejewicz Dołgorukow w Warszawie, w domu ich dziadka Grigorija Fiedorowicza, który był rosyjskim posłem przy dworze królewskim.
Cesarz Piotr II zerwał swoje zaręczyny z Marią Mienszykową we wrześniu 1727 r. Potęga Aleksandra Mienszykowa i jego rodziny zakończyła się, za to coraz większe wpływy na dworze zyskiwali Dołgorukowowie. We wrześniu 1729 r. 14-letni cesarz poznał Katarzynę w podmoskiewskiej posiadłości jej ojca. Starsza o 3 lata księżniczka od razu spodobała się Piotrowi i stale towarzyszyła mu w polowaniach oraz zabawach.
19 listopada 1729 r. oficjalnie ogłoszono zaręczyny cesarza z Katarzyną. Rodzina Dołgorukowów triumfowała. Ojciec Katarzyny otrzymał 40 tysięcy chłopów pańszczyźnianych, ponadto poseł dworu austriackiego zapowiedział uczynienie go księciem Świętego Cesarstwa Rzymskiego Narodu Niemieckiego. Ślub i koronację Katarzyny zaplanowano na 19 stycznia 1730 r.
Po zaręczynach Katarzyna była tytułowana przez dworzan jako "Jej Imperatorska Wysokość", jednak zaczęto obawiać się szybko rosnącej potęgi jej rodu. Niektórzy obserwatorzy życia dworskiego przewidywali dla Dołgorukowów taki sam koniec jak Mienszykowów. Dla Dołgorukowów nic nie zapowiadało katastrofy - cesarz był bardzo młody, zdrowy oraz przypominał swego dziadka Piotra I Wielkiego. Katarzyna szybko zaszła w ciążę, co było powodem dla którego małoletni cesarz otrzymał zgodę na ślub. 
Pod koniec 1729 r. cesarz zachorował. Dołgorukowie przeczuwający koniec swoich wpływów oraz obawiający się o swe losy po śmierci Piotra II, usiłowali przeprowadzić zamach stanu. Sfałszowali testament cesarza, w którym na swoją następczynię wyznaczył ciężarną narzeczoną. Wzburzyło to stronników cesarzówny Elżbiety, córki Piotra I, która zgodnie z testamentem Katarzyny I powinna objąć tron po bezpotomnej śmierci Piotra II. 
W sypialni umierającego cara odbywały się narady, kto powinien zostać jego następcą, gdyż on sam był zbyt wycieńczony, aby zabrać głos. W nocy z 18 na 19 stycznia 1730 r. Piotr II zmarł. Ojciec Katarzyny wybiegł z apartamentu zmarłego krzycząc "Niech żyje imperatorowa Jekatarina!" Radość była przedwczesna. Najwyższa Tajna Rada wybrała na cesarzową Annę Iwanownę. Dołgorukowie przegrali i obawiając się o swoje bezpieczeństwo, spalili fałszywy testament.
W kwietniu 1730 r. Katarzyna urodziła córkę.
Po śmierci Piotra II księżniczka Katarzyna wróciła do domu swoich rodziców, ale kiedy na tron wstąpiła Anna Iwanowna Romanowa, w kwietniu 1730 została zesłana wraz z rodziną do miasta Bieriozowo, gdzie pozostawała w areszcie domowym. W 1739 jej starszy brat Iwan Aleksiejewicz został stracony z powodu oskarżenia o sfałszowanie testamentu Piotra II, a w 1740 Katarzyna została przeniesiona do Tomska i zesłana do klasztoru Bożego Narodzenia, gdzie przebywała w najbardziej rygorystycznych warunkach i w całkowitym odosobnieniu przez prawie rok. W 1741 caryca Elżbieta Romanowa nakazała uwolnić Katarzynę i nadała jej tytuł damy dworu.
W roku 1745 poślubiła generała Aleksandra Romanowicza Bruce’a (bratanka feldmarszałka Jakuba Bruce’a), zmarła dwa lata później na gorączkę wywołaną zaziębieniem.